# Eurytomidae
Famille
Les Eurytomidae sont une famille d'insectes hyménoptères apocrites térébrants de la super-famille des Chalcidoidea. Tout comme les Agaonidae, Torymidae, Tanaostigmatidae, cette famille est majoritairement phytophage, une minorité des espèces étant entomophage.
Ils sont divisés en trois sous-familles : Heimbrinae, Rileyinae et Eurytominae, regroupant 1 200 espèces décrites.

## Morphologie
Ils sont proches des Perilampidae par leur aspect.
- Corps allongé de 1,4 à 6 mm de long entièrement noir, souvent fortement sculpté au niveau du thorax et d'aspect métallique. Quelques espèces sont jaunes.

- Abdomen comprimé latéralement (à la différence des Perilampidae).
- Pronotum relativement long, carré.
- La tarière est courte.
- Les antennes sont fines et ont un maximum de 13 articles (10 à 13) et peuvent être ramifiées chez le mâle.
- Presque jamais d'éclat métallique.

- Genres : Axima, Bephrata, Bephratoides, Bruchophagus, Chryseida, Eudecatoma, Macrorileya, Prodecatoma, Tenuipetiolus, Iloxeroxenus, Isosoma, Isosomorpha, Decatoma, Eurytoma, Systole, Tetramesa, Sycophila, Bruchophagus, Harmolita, Risbecoma...

## Biologie
Cette famille relativement grande est avant tout phytophage et présente une grande diversité d'habitats de ses espèces. Le genre Systole se développe aux dépens de graines d'Ombellifères et des Eurytoma (ce genre comportant plus de 250 espèces) se rencontrent sur les graines de légumineuses, mais certains sont entomophages. 
D'autres sont des ravageurs de cultures céréalières (Tetramesa sp). 
- Eurytoma amygdali est nuisible aux fruits de l'amandier et se développe en 3 à 4 mois avec 1 génération par an (diapause des larves).
- Harmolita sp se développe dans les tiges de plantes herbacées.
- Bruchophagus platypera infeste les graines de trèfle et de luzerne. Des espèces sont endoparasites.

Par contre, la majorité des Eurytoma et des Sycophila sont des entomophages ectoparasitoïdes de coléoptères, cynipidés, diptères (Tephritidae), lépidoptères et orthoptères. Eurytoma oryzivora émerge des chrysalides de Maliarpha separatella, pyrale ravageur du riz en Afrique. Certains sont hyperparasites.
Globalement, leur fécondité semble faible et leur développement se déroule en une quinzaine de jours.